# プランク密度
プランク密度（プランクみつど、記号: ρP、単位 : gP/mP³）は、プランク単位系における密度である。国際単位系との換算は以下のようになる。
{\displaystyle 1_{\,}{\mbox{g}}_{p}/{m}_{p}^{3}={\frac {\sqrt {\frac {c\hbar }{G}}}{{\sqrt {\hbar G \over c^{3}}}^{3}}}={\frac {c^{5}}{\hbar G^{2}}}} ≈ 5.1 × 1096 kg/m3
ここで、
c : 真空中の光速度
{\displaystyle \hbar } : ディラック定数
G : 万有引力定数
プランク密度は非常に大きな値で、1000億個の銀河を1つの原子核の中に押し込めたときの密度に相当する。ビッグバンからプランク時間だけ経ったときの宇宙の密度はプランク密度に近いと考えられている。